# Hinter den Coulissen
Hinter den Coulissen ist eine Quadrille der Brüder Johann und Josef Strauss. Sie wurde am 28. Februar 1859 im Sofienbad-Saal in Wien erstmals aufgeführt.